# Kayatia
Kayatia is een geslacht van uitgestorven kreeftachtigen uit de klasse van de Ostracoda (mosselkreeftjes).

## Soorten
- Kayatia multicarinata Oepik, 1953 †
- Kayatia prima Oepik, 1953 †